# Lijst van rijksmonumenten in Vreeland
De plaats Vreeland telt 70 inschrijvingen in het rijksmonumentenregister. Hieronder een overzicht.
| Object | Oorspronkelijke functie?  | Bouwjaar                                                              | Architect    | Locatie                   | Coördinaten?                 | Nr.?   | Afbeelding                                                              |
| --- | ------------------------- | --------------------------------------------------------------------- | ------------ | ------------------------- | ---------------------------- | ------ | ----------------------------------------------------------------------- |
| Buitenhuis, door ligging en vormgeving van goede landelijke schoonheid                                                 | Boerderij                 | 18e eeuw                                                              |              | Boslaan 2                 | 52° 13' 35" NB, 5° 2' 2" OL  | 26122  | Buitenhuis, door ligging en vormgeving van goede landelijke schoonheid  |
| Langgerekte gepleisterde woning met topgevel aan de vechtzijde                                                         | Woonhuis                  |                                                                       |              | Boterweg 38               | 52° 13' 54" NB, 5° 1' 57" OL | 26124  | Meer afbeeldingen                                                       |
| Laag gepleisterd huisje                                                                                                | Woonhuis                  |                                                                       |              | Boterweg 42               | 52° 13' 54" NB, 5° 1' 56" OL | 26125  | Meer afbeeldingen                                                       |
| Oude deel van het restaurant 'De Nederlanden', lijstgevel                                                              | Gezondheidszorg           | mogelijk 18e eeuw                                                     |              | Duinkerken 3              | 52° 13' 46" NB, 5° 1' 57" OL | 26126  | Meer afbeeldingen                                                       |
| Pand van monumentale waarde, onderdeel vormend van een waardevolle vechtwand                                           | Boerderij                 | 18e eeuw                                                              |              | Duinkerken 5              | 52° 13' 47" NB, 5° 1' 56" OL | 26127  | Meer afbeeldingen                                                       |
| Pand van monumentale waarde, onderdeel vormend van een waardevolle vechtwand                                           | Woonhuis                  | 18e eeuw                                                              |              | Duinkerken 7              | 52° 13' 47" NB, 5° 1' 56" OL | 26128  | Meer afbeeldingen                                                       |
| Pand van monumentale waarde, onderdeel vormend van een waardevolle vechtwand                                           | Woonhuis                  | 18e eeuw                                                              |              | Duinkerken 9              | 52° 13' 47" NB, 5° 1' 56" OL | 26129  | Meer afbeeldingen                                                       |
| Schoonoord | Kasteel, buitenplaats     | 18e/19e eeuw                                                          |              | Duinkerken 11             | 52° 13' 48" NB, 5° 1' 56" OL | 26130  | Meer afbeeldingen                                                       |
| Toren en Hervormde Kerk                                                                                                | Kerk en kerkonderdeel     | 14e/15e eeuw                                                          |              | Kerkplein 1               | 52° 13' 51" NB, 5° 2' 2" OL  | 26131  | Meer afbeeldingen                                                       |
| Witgepleisterd huis met rechte kroonlijst                                                                              | Woonhuis                  | eind 18e eeuw                                                         |              | Kerkplein 9               | 52° 13' 51" NB, 5° 1' 60" OL | 26132  | Meer afbeeldingen                                                       |
| Gevel aan de vechtzijde gepleisterd pand met gesneden daklijst                                                         | Woonhuis                  | 19e eeuw                                                              |              | Klapstraat 7              | 52° 13' 52" NB, 5° 1' 60" OL | 26133  | Upload foto                                                             |
| Pand met gepleisterde topgevel                                                                                         | Woonhuis                  | 18e eeuw                                                              |              | Klapstraat 15             | 52° 13' 53" NB, 5° 2' 0" OL  | 26135  | Meer afbeeldingen                                                       |
| Aan de vecht gelegen koepelvormig gebouwtje                                                                            | Bijgebouwen kastelen enz. | 18e eeuw                                                              |              | Klapstraat 17             | 52° 13' 53" NB, 5° 1' 60" OL | 26136  | Meer afbeeldingen                                                       |
| Pand met gepleisterde lijstgevel, met mansardedak                                                                      | Woonhuis                  | 18e eeuw                                                              |              | Klapstraat 19             | 52° 13' 53" NB, 5° 2' 0" OL  | 26137  | Meer afbeeldingen                                                       |
| Pand met gepleisterde lage gevel                                                                                       | Woonhuis                  | mogelijk 18e eeuw                                                     |              | Klapstraat 21             | 52° 13' 53" NB, 5° 1' 60" OL | 26138  | Meer afbeeldingen                                                       |
| Pand met smal topgeveltje                                                                                              | Woonhuis                  | mogelijk 18e eeuw                                                     |              | Klapstraat 23             | 52° 13' 54" NB, 5° 2' 0" OL  | 26139  | Meer afbeeldingen                                                       |
| Vrederust | Woonhuis                  | 17e/18e eeuw                                                          |              | Klapstraat 25             | 52° 13' 54" NB, 5° 2' 1" OL  | 26140  | Meer afbeeldingen                                                       |
| Gepleisterd hoekhuis met rechte kroonlijst,                                                                            | Woonhuis                  | eind 18e eeuw                                                         |              | Klapstraat 2              | 52° 13' 51" NB, 5° 1' 60" OL | 26141  | Meer afbeeldingen                                                       |
| Witgepleisterd huis | Woonhuis                  | 18e eeuw                                                              |              | Klapstraat 4              | 52° 13' 51" NB, 5° 1' 60" OL | 26142  | Meer afbeeldingen                                                       |
| Gepleisterd huis met rechte kroonlijst                                                                                 | Woonhuis                  | 18e eeuw                                                              |              | Klapstraat 8              | 52° 13' 51" NB, 5° 2' 0" OL  | 26144  | Meer afbeeldingen                                                       |
| Gepleisterd huis met opkamer en topgevel                                                                               | Woonhuis                  | 18e eeuw                                                              |              | Klapstraat 12             | 52° 13' 53" NB, 5° 2' 1" OL  | 26145  | Meer afbeeldingen                                                       |
| Boerderij "Oostbeek"                                                                                                   | Boerderij                 | 19e eeuw                                                              |              | Kleizuwe 103              | 52° 13' 52" NB, 5° 2' 21" OL | 26146  | Meer afbeeldingen                                                       |
| Lindengracht | Woonhuis                  | 17e eeuw                                                              |              | Lindengracht 5            | 52° 13' 46" NB, 5° 2' 4" OL  | 26147  | Meer afbeeldingen                                                       |
| Gaaf bewaarde oude boerderij                                                                                           | Boerderij                 | vermoedelijk 17e eeuw                                                 |              | Loenenseweg 4             | 52° 13' 31" NB, 5° 1' 55" OL | 26148  | Meer afbeeldingen                                                       |
| Boerderij 'Altoos dankbaar'                                                                                            | Boerderij                 |                                                                       |              | Nigtevechtseweg 43        | 52° 14' 58" NB, 5° 2' 38" OL | 26149  | Meer afbeeldingen                                                       |
| Hoekermolen | Industrie- en poldermolen | 1874                                                                  |              | Nigtevechtseweg 43a       | 52° 15' 9" NB, 5° 2' 13" OL  | 26150  | Meer afbeeldingen                                                       |
| De Ruiter | Industrie- en poldermolen | 1735 (origineel) 1910 (herbouwd na brand)                             |              | Nigtevechtseweg 24        | 52° 14' 2" NB, 5° 1' 52" OL  | 26151  | Meer afbeeldingen                                                       |
| Pand met topgevel | Woonhuis                  | 18e eeuw                                                              |              | Ruiterstraat 4            | 52° 13' 44" NB, 5° 2' 2" OL  | 26152  | Meer afbeeldingen                                                       |
| Vreedenhoek | Woonhuis                  | 18e eeuw                                                              |              | Ruiterstraat 13           | 52° 13' 44" NB, 5° 2' 2" OL  | 26153  | Meer afbeeldingen                                                       |
| Laag huis met rechte kroonlijst, aardige landelijke bouwkunst                                                          | Woonhuis                  | 18e eeuw                                                              |              | Voorstraat 3              | 52° 13' 45" NB, 5° 2' 0" OL  | 26154  | Meer afbeeldingen                                                       |
| Breed huis met rechte kroonlijst, brede ramen                                                                          | Woonhuis                  | 18e eeuw                                                              |              | Voorstraat 5              | 52° 13' 45" NB, 5° 2' 1" OL  | 26155  | Meer afbeeldingen                                                       |
| Pand met gepleisterde gevel                                                                                            | Woonhuis                  | 18e/19e eeuw                                                          |              | Voorstraat 7              | 52° 13' 46" NB, 5° 2' 0" OL  | 26156  | Meer afbeeldingen                                                       |
| Pand met gepleisterde gevel met rechte kroonlijst, overtuintje                                                         | Woonhuis                  | 18e eeuw                                                              |              | Voorstraat 15             | 52° 13' 48" NB, 5° 2' 1" OL  | 26157  | Meer afbeeldingen                                                       |
| Pand met topgevel | Woonhuis                  | 18e eeuw                                                              |              | Voorstraat 17             | 52° 13' 49" NB, 5° 2' 0" OL  | 26158  | Meer afbeeldingen                                                       |
| Herenhuis met eenvoudige gepleisterde gevel met rechte kroonlijst                                                      | Bijzondere woonvorm       |                                                                       |              | Voorstraat 23             | 52° 13' 50" NB, 5° 2' 0" OL  | 26159  | Meer afbeeldingen                                                       |
| Laag huis met rechte kroonlijst, aardige landelijke bouwkunst                                                          | Woonhuis                  | 18e eeuw                                                              |              | Voorstraat 2              | 52° 13' 45" NB, 5° 2' 1" OL  | 26160  | Meer afbeeldingen                                                       |
| Breed herenhuis met rechte kroonlijst, brede ramen, hekkettingen, overtuintje, geschoren linden                        | Woonhuis                  | 18e eeuw                                                              |              | Voorstraat 4              | 52° 13' 45" NB, 5° 2' 0" OL  | 26161  | Meer afbeeldingen                                                       |
| Fraai breed huis met rechte kroonlijst, brede ramen                                                                    | Woonhuis                  | 18e eeuw                                                              |              | Voorstraat 6              | 52° 13' 46" NB, 5° 2' 0" OL  | 26162  | Meer afbeeldingen                                                       |
| Pand met topgevel | Woonhuis                  | 18e eeuw                                                              |              | Voorstraat 8              | 52° 13' 46" NB, 5° 2' 0" OL  | 26163  | Meer afbeeldingen                                                       |
| Gepleisterd huis met tuin en aardige serre                                                                             | Woonhuis                  | 19e eeuw                                                              |              | Voorstraat 14             | 52° 13' 48" NB, 5° 2' 0" OL  | 26164  | Meer afbeeldingen                                                       |
| Pand met gevel met rechte kroonlijst, bovenlicht boven ingang overtuintje                                              | Woonhuis                  | 18e eeuw                                                              |              | Voorstraat 16             | 52° 13' 49" NB, 5° 2' 0" OL  | 26165  | Meer afbeeldingen                                                       |
| Pand met gevel met rechte kroonlijst metselwerk zwart geolied, fraaie 18e-eeuwse stoeppalen met kettingen, overtuintje | Woonhuis                  | 18e eeuw                                                              |              | Voorstraat 18             | 52° 13' 49" NB, 5° 2' 0" OL  | 26166  | Meer afbeeldingen                                                       |
| Pand met gepleisterde topgevel met muuranker 18e eeuw, overtuintje                                                     | Boerderij                 | 18e eeuw                                                              |              | Voorstraat 22             | 52° 13' 50" NB, 5° 2' 0" OL  | 26167  | Meer afbeeldingen                                                       |
| Woningen met wit gepleisterde gevels op een zwarte plint                                                               | Woonhuis                  |                                                                       |              | Vossenlaan 1              | 52° 13' 52" NB, 5° 2' 4" OL  | 26168  | Meer afbeeldingen                                                       |
| Vreedenhorst: hoofdgebouw                                                                                              | Kasteel, buitenplaats     | 17e eeuw (oorsprong)                                                  |              | Bergseweg 18              | 52° 14' 16" NB, 5° 2' 8" OL  | 508270 | Vreedenhorst: hoofdgebouw                                               |
| Vreedenhorst: historische tuin- en parkaanleg                                                                          | Tuin, park en plantsoen   | 14e/15e eeuw                                                          |              | Bergseweg bij 18          | 52° 14' 16" NB, 5° 2' 8" OL  | 508272 | Vreedenhorst: historische tuin- en parkaanleg                           |
| Vreedenhorst: koetshuis                                                                                                | Bijgebouwen kastelen enz. | begin 20e eeuw                                                        |              | Bergseweg bij 18          | 52° 14' 16" NB, 5° 2' 11" OL | 508273 | Upload foto                                                             |
| Slotzicht: hoofdgebouw                                                                                                 | Kasteel, buitenplaats     | 1735-1736 (middel deel) 1808 (achterste deel) 18e eeuw (voorste deel) |              | Boslaan 9                 | 52° 13' 38" NB, 5° 2' 4" OL  | 511784 | Meer afbeeldingen                                                       |
| Slotzicht: historische tuin aanleg                                                                                     | Tuin, park en plantsoen   | begin 19e eeuw                                                        |              | Boslaan bij 9             | 52° 13' 35" NB, 5° 2' 12" OL | 511785 | Meer afbeeldingen                                                       |
| Slotzicht: toegangshek                                                                                                 | Tuin, park en plantsoen   | 19e eeuw                                                              |              | Boslaan bij 9             | 52° 13' 36" NB, 5° 2' 3" OL  | 511787 | Meer afbeeldingen                                                       |
| Slotzicht: tuinhuis | Tuin, park en plantsoen   | 18e eeuw                                                              |              | Boslaan bij 9             | 52° 13' 38" NB, 5° 2' 9" OL  | 511788 | Meer afbeeldingen                                                       |
| Slotzicht: botenhuis                                                                                                   | Bijgebouwen kastelen enz. | ca. 1920                                                              |              | Boslaan bij 9             | 52° 13' 40" NB, 5° 2' 2" OL  | 511789 | Meer afbeeldingen                                                       |
| Slotzicht: koetsierswoning                                                                                             | Bijgebouwen kastelen enz. | 18e/19e eeuw                                                          |              | Boslaan 2                 | 52° 13' 35" NB, 5° 2' 2" OL  | 511790 | Meer afbeeldingen                                                       |
| Vreelandbrug, verkeersbrug                                                                                             | Brug                      | 1939                                                                  | Willem Dudok | Provincialeweg bij 2      | 52° 13' 36" NB, 5° 1' 60" OL | 520346 | Meer afbeeldingen                                                       |
| Vreelandbrug, brugwachterswoning                                                                                       | Brug                      | 1940                                                                  | Willem Dudok | Provincialeweg 2          | 52° 13' 41" NB, 5° 2' 3" OL  | 520347 | Meer afbeeldingen                                                       |
| Het Hoekerland | Boerderij                 | 1875-1900                                                             |              | Nigtevechtseweg 47        | 52° 15' 1" NB, 5° 2' 9" OL   | 520384 | Upload foto                                                             |
| Het Hoekerland: wagenschuur                                                                                            | Boerderij                 | 1875-1900                                                             |              | Nigtevechtseweg bij 47    | 52° 15' 1" NB, 5° 2' 9" OL   | 520385 | Upload foto                                                             |
| Plantagehuis | Woonhuis                  | 1832                                                                  |              | Kleizuwe 101              | 52° 13' 52" NB, 5° 2' 16" OL | 520387 | Meer afbeeldingen                                                       |
| Plantagehuis: parkaanleg                                                                                               | Tuin, park en plantsoen   | 1832                                                                  |              | Kleizuwe 101              | 52° 13' 52" NB, 5° 2' 13" OL | 520388 | Meer afbeeldingen                                                       |
| Plantagehuis: toegangshek                                                                                              | Erfscheiding              | 1900                                                                  |              | Kleizuwe bij 101          | 52° 13' 52" NB, 5° 2' 13" OL | 520389 | Plantagehuis: toegangshek                                               |
| Plantagehuis: brug met toegangshek                                                                                     | Brug                      | 1863                                                                  |              | Kleizuwe bij 101          | 52° 13' 52" NB, 5° 2' 16" OL | 520390 | Meer afbeeldingen                                                       |
| Plantagehuis: brug met toegangshek (sloot zuidzijde Kleizuwe)                                                          | Brug                      | 1863                                                                  |              | Kleizuwe 101              | 52° 13' 48" NB, 5° 2' 23" OL | 520391 | Meer afbeeldingen                                                       |
| Plantagehuis: dienstgebouw                                                                                             | Opslag                    | 1900-1910                                                             |              | Kleizuwe 101              | 52° 13' 49" NB, 5° 2' 13" OL | 520392 | Meer afbeeldingen                                                       |
| Plantagehuis: gedenkpaal                                                                                               | Gedenkteken               | 1863                                                                  |              | Kleizuwe 101              | 52° 13' 52" NB, 5° 2' 13" OL | 520393 | Meer afbeeldingen                                                       |
| Plantagehuis: gedenkplaal aan het einde van de Breedelaan                                                              | Gedenkteken               | 1863                                                                  |              | Kleizuwe 101              | 52° 13' 52" NB, 5° 2' 13" OL | 520394 | Meer afbeeldingen                                                       |
| Forthoeve | Boerderij                 | 1914                                                                  |              | Kleizuwe 131              | 52° 14' 5" NB, 5° 3' 0" OL   | 520397 | Upload foto                                                             |
| Muziektent | Welzijn, kunst en cultuur | 1925                                                                  |              | Lindengracht tegenover 25 | 52° 13' 48" NB, 5° 2' 5" OL  | 520399 | Meer afbeeldingen                                                       |
| Zaalkerk Samen op weg                                                                                                  | Kerk en kerkonderdeel     | 1906                                                                  |              | Nigtevechtseweg 1         | 52° 13' 54" NB, 5° 1' 53" OL | 520402 | Meer afbeeldingen                                                       |
| School | Onderwijs en wetenschap   | 1862                                                                  |              | Vossenlaan 22             | 52° 13' 50" NB, 5° 2' 8" OL  | 520404 | Meer afbeeldingen                                                       |
| Nieuwe Hollandse Waterlinie Cluster 12. Groepsschuilplaatsen type P.                                                   | Bomvrij militair object   |                                                                       |              | Bergseweg                 | 52° 14' 31" NB, 5° 2' 46" OL | 531537 | Nieuwe Hollandse Waterlinie Cluster 12. Groepsschuilplaatsen type P.    |
| Gemaal en bijbehorende waterwerken (Polder Dorssewaard).                                                               | Fort, vesting en -onderdl |                                                                       |              | Bergseweg bij 28          | 52° 14' 22" NB, 5° 2' 16" OL | 531538 | Gemaal en bijbehorende waterwerken (Polder Dorssewaard).                |
| Nieuwe Hollandse Waterlinie Cluster 14. VIS-Mitailleurkazemat Vreeland.                                                | Kazemat                   |                                                                       |              |                           | 52° 13' 51" NB, 5° 2' 25" OL | 531541 | Nieuwe Hollandse Waterlinie Cluster 14. VIS-Mitailleurkazemat Vreeland. |
| Inundatiesluis/duikersluis (Vechtoever).                                                                               | Fort, vesting en -onderdl |                                                                       |              |                           | 52° 13' 26" NB, 5° 2' 2" OL  | 531542 | Inundatiesluis/duikersluis (Vechtoever).                                |
| Groepsschuilplaats 1916/II.                                                                                            | Bomvrij militair object   |                                                                       |              |                           | 52° 13' 50" NB, 5° 2' 24" OL | 531545 | Upload foto                                                             |
| Groepsscuilplaatsen type P.                                                                                            | Bomvrij militair object   |                                                                       |              |                           | 52° 13' 47" NB, 5° 2' 23" OL | 532130 | Groepsscuilplaatsen type P.                                             |